# Voula
Voula (in greco Βούλα?) è un ex comune della Grecia nella periferia dell'Attica (unità periferica dell'Attica Orientale) con 31 078 abitanti secondo i dati del censimento 2001.
È stato soppresso a seguito della riforma amministrativa, detta Programma Callicrate, in vigore dal gennaio 2011 ed è ora compreso nel comune di Vari-Voula-Vouliagmeni.